# Typhlomys cinereus
Typhlomys cinereus és una espècie de mamífer rosegador de la família dels platacantòmids. Viu a la Xina (Anhui, Fujian, Guangxi, Guizhou, Hubei, Hunan, Jiangxi, Shaanxi, Sichuan, Yunnan i Zhejiang) i el Vietnam. S'alimenta de fulles, tiges, fruita i llavors. El seu hàbitat natural són els boscos d'alt montà, on se l'ha trobat entre el bambú. És una espècie en risc mínim, és a dir, no sembla que hi hagi cap amenaça significativa per a la seva supervivència.